# Vulkan-Gruppe
Die Vulkan-Gruppe (Eigenschreibweise: VULKAN Gruppe) ist eine international tätige Unternehmensgruppe in den Branchen Antriebstechnik und Kälte-Klimatechnik. Die inhabergeführte Firmengruppe hat ihren Stammsitz in Herne im Ruhrgebiet. Das Unternehmen ist heute in mehr als 50 Ländern tätig und verfügt über 19 Tochterunternehmungen, 50 Vertretungen und fünf Produktionsstätten weltweit.

## Geschichte
Die Geschichte der Firma begann 1889 mit der Gründung der Maschinenfabrik Louis Schwarz in Dortmund-Neuasseln. Der Betrieb fertigte Behälter und Kältekompressoren vor allem für die bekannten Dortmunder Brauereien.
Mit der Umwandlung der Schwarz & Co. Maschinenfabrik in eine KG und dem Einstieg der Bankiersfamilie Von der Heydt wurde 1898 die Basis für die Produktion von Kupplungen, Hebemaschinen, Winden und Umkehrgetriebe gelegt.
Mit Ende des Ersten Weltkrieges 1918 wurde die Firma Heinrich Behrend übernommen und das Unternehmen in Dortmunder Vulkan AG umbenannt. Die Kupplungen werden in Transmissionen aller Art eingesetzt – Walzwerken, Kränen, Schiffen, Lokomotiven, Pressen und Winden. Das von Otto Hegemann konstruierte Wendegetriebe leitete eine neue Epoche im Schiffsgetriebebau ein. Die Maschinenfabrik Hackforth & Co. im damaligen Wanne-Eickel übernahm 1941 die Fertigung für die Firma Vulkan.  Der Zweite Weltkrieg beendete das erste Kapitel der erfolgreichen Entwicklung beider Unternehmen. 1945 begann der Wiederaufbau auf dem Gelände an der Heerstraße, dem heutigen Sitz des Unternehmens.
Eine neue Ära des Unternehmens wurde 1951 eingeleitet durch den Lizenzvertrag mit Waldemar Zadow. Die Firma erhielt das alleinige Recht zur Herstellung und zum weltweiten Vertrieb einer hochelastischen Kupplung. Die Produktion dieser zum Patent angemeldeten Vulkan EZ-Kupplung lief an. 1956 erwarb Bernhard Hackforth die Firma. Der Sitz der Unternehmung wurde offiziell von Dortmund nach Wanne-Eickel verlegt. Analog zum Fortschritt auf dem Sektor der Dieselmotoren wurde das Programm der elastischen Kupplungen bis zu Drehmomenten von 220 kNm weiterentwickelt. 1967 fertigte die Firma die größte elastische Kupplung, die jemals gefertigt wurde.
Seit den 1970er Jahren entstanden zahlreiche Tochterunternehmen. Das als Einzelfirma geführte Unternehmen wurde in eine KG umgewandelt und firmierte als Vulkan Kupplungs- und Getriebebau Bernhard Hackforth GmbH & Co. KG. 1978 begann die Diversifikation: Die Firma Vulkan Lokring Rohrverbindungen GmbH & Co. KG wurde gegründet. Im Oktober 1977 übergab Bernhard Hackforth seinem Sohn Bernd Hackforth die alleinige Geschäftsführung der Vulkan Kupplungs- und Getriebebau, um sich auf die Geschäftsführung der neuen Unternehmen der Vulkan-Gruppe zu konzentrieren. 2008 wurde das operative Geschäft der Vulkan-Gruppe in drei Geschäftsbereiche aufgeteilt: Vulkan Couplings, Vulkan Drive Tech und Vulkan Lokring. 2011 übernahm die vierte Generation Verantwortung: Sebastian Hackforth wurde Geschäftsführer. 2015 weihte Vulkan die neue Firmenzentrale am Stammsitz in Herne ein.

## Konzernstruktur

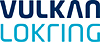
Logo von Vulkan Lokring

Die Hackforth Holding GmbH & Co. KG ist seit 2008 die Verwaltungsgesellschaft für die Tochterunternehmungen:
- Der Geschäftsbereich Couplings (Kupplungs- und Getriebebau) steuert alle Aktivitäten im Bereich der Schiffsantriebstechnik (etwa Wellen).
- Der Geschäftsbereich Drive Tech produziert im Bereich der industriellen Antriebstechnik (Kupplungen, Bremsen und Rücklaufsperren für Anwendungen im Bergbau und Kranbau).[2]
- Der Geschäftsbereich Lokring ist Marktführer im Bereich der lötfreien Rohrverbindungstechnologie für die Anforderungen der Kälte- und Klimatechnik (Fahrzeugklimaanlagen, Kühl- und Gefrierschränken).[3]